# Französische Meisterschaften im Skispringen 2020

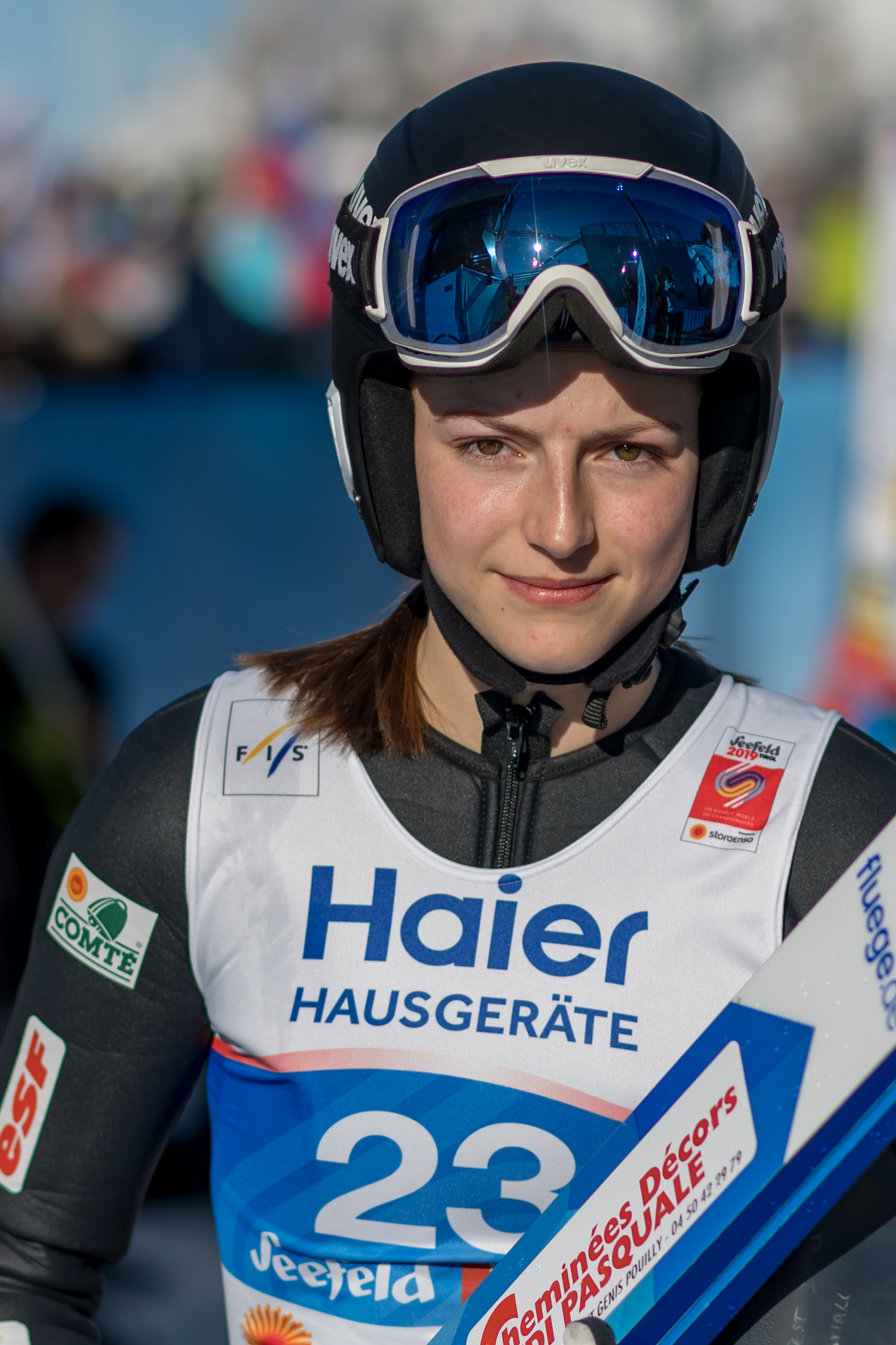
Französische Meisterin Joséphine Pagnier (hier 2019)

Die französischen Meisterschaften im Skispringen 2020 fanden am 10. Oktober 2020 in Gérardmer auf der Mittelschanze Tremplin des Bas-Rupts (K 65 / HS 72) statt. Die Wettbewerbe sollten ursprünglich im März in Courchevel stattfinden, doch machte die COVID-19-Pandemie eine Verschiebung in den Sommer notwendig. Bei den Männern wurde Valentin Foubert erstmals französischer Meister im Einzel, während Joséphine Pagnier ihren Titel vom März 2019 verteidigen konnte. Auch das Team aus dem Département Savoie (Region Auvergne-Rhône-Alpes) konnte erneut siegreich hervorgehen, wenngleich in leicht veränderter Besetzung.

## Programm und Zeitplan
Zeitplan der französischen Meisterschaften:
| Datum            | Uhrzeit                | Ereignis                      | Ort                                 |
| ---------------- | ---------------------- | ----------------------------- | ----------------------------------- |
| Sa., 10. Oktober | 09:00                  | Training                      | Tremplin des Bas-Rupts in Gérardmer |
| Sa., 10. Oktober | 10:00                  | Erster Durchgang Einzel       | Tremplin des Bas-Rupts in Gérardmer |
| Sa., 10. Oktober | anschließend (+20 min) | Finaldurchgang                | Tremplin des Bas-Rupts in Gérardmer |
| Sa., 10. Oktober | 18:00                  | Training                      | Tremplin des Bas-Rupts in Gérardmer |
| Sa., 10. Oktober | 19:00                  | Erster Durchgang Teamspringen | Tremplin des Bas-Rupts in Gérardmer |
| Sa., 10. Oktober | 20:00                  | Finaldurchgang                | Tremplin des Bas-Rupts in Gérardmer |
| Sa., 10. Oktober | 21:00                  | Siegerehrung                  | Tremplin des Bas-Rupts in Gérardmer |

## Ergebnisse

### Frauen
An den französischen Meisterschaften der Frauen nahmen 16 Athletinnen teil.
| Platz | Name                  | Verein          | Weite 1 | Weite 2 | Punkte |
| ----- | --------------------- | --------------- | ------- | ------- | ------ |
| 01.   | Joséphine Pagnier     | RC Chaux-Neuve  | 66,0 m  | 65,5 m  | 227,6  |
| 02.   | Océane Avocat Gros    | ASPTT Annemasse | 64,5 m  | 64,5 m  | 219,1  |
| 03.   | Lucile Morat          | CS Courchevel   | 63,5 m  | 62,0 m  | 209,2  |
| 04.   | Julia Clair           | SC Xonrupt      | 61,5 m  | 62,5 m  | 207,6  |
| 05.   | Léna Brocard          | US Autranaise   | 57,0 m  | 58,5 m  | 186,6  |
| 06.   | Lilou Zepchi          | CS Courchevel   | 54,0 m  | 58,0 m  | 173,3  |
| 07.   | Susie Penet           | US Autranaise   | 54,5 m  | 49,0 m  | 152,9  |
| 08.   | Emma Rougeron         | CS Contamine    | 49,0 m  | 51,0 m  | 142,5  |
| 09.   | Emma Chervet          | CS Chamonix     | 49,5 m  | 50,5 m  | 140,5  |
| 10.   | Lexane Durand Poudret | US Autranaise   | 43,5 m  | 40,5 m  | 098,6  |

### Männer
An den französischen Meisterschaften der Männer nahmen 45 Athleten teil.
| Platz | Name             | Verein            | Weite 1 | Weite 2 | Punkte |
| ----- | ---------------- | ----------------- | ------- | ------- | ------ |
| 01.   | Valentin Foubert | CS Courchevel     | 70,5 m  | 70,0 m  | 251,2  |
| 02.   | Jack White       | CS Courchevel     | 70,0 m  | 69,5 m  | 246,8  |
| 03.   | Antoine Gérard   | US Ventron        | 69,5 m  | 68,5 m  | 245,2  |
| 04.   | Mathis Contamine | CS Courchevel     | 69,5 m  | 68,0 m  | 240,0  |
| 05.   | Paul Brasme      | US Ventron        | 69,0 m  | 66,5 m  | 237,7  |
| 06.   | Alessandro Batby | CS Courchevel     | 67,0 m  | 67,5 m  | 231,3  |
| 07.   | Jules Chervet    | CS Chamonix       | 65,0 m  | 67,0 m  | 229,8  |
| 08.   | Gaël Blondeau    | CS Mont Noir      | 65,5 m  | 66,5 m  | 227,8  |
| 09.   | Maxime Laheurte  | AS Gérardmer      | 64,0 m  | 67,0 m  | 226,3  |
| 10.   | Mattéo Baud      | Olympic Mont D’Or | 65,0 m  | 66,5 m  | 226,1  |

### Team
| Platz | Team   | Namen                                                         | Punkte                  | Gesamt |
| ----- | ------ | ------------------------------------------------------------- | ----------------------- | ------ |
| 01.   | Savoie | Mathis Contamine Jack White Alessandro Batby Valentin Foubert | 241,3 238,6 225,6 254,3 | 959,8  |
| 02.   | Vosges | Maxime Laheurte Ange Toussaint Paul Brasme Antoine Gérard     | 232,1 223,4 240,3 243,0 | 938,8  |
| 03.   | Jura   | Gaël Blondeau Tom Michaud Marco Heinis Mattéo Baud            |                         |        |